# Kwun Tong District
Kwun Tong District is een district van Hongkong. Hongkong heeft totaal achttien districten. Het district had in 2006 ongeveer 587.423 inwoners. De totale oppervlakte van het district is 11,05 km². Het ligt in het westen van Kowloon.

## Buurten
- Kwun Tong (觀塘)
- Ngau Tau Kok (牛頭角)
- Kowloon Bay (九龍灣)
- Sau Mau Ping (秀茂坪)
- Pak Tin
- Yau Tong (油塘)
- Lei Yue Mun (鯉魚門)